# Ampelion rubrocristatus
La cotinga crestarossa (Ampelion rubrocristatus d'Orbigny e Lafresnaye, 1837) è una specie di uccello della famiglia dei Cotingidi, diffuso in Bolivia, Colombia, Ecuador, Perù e Venezuela.

## Habitat
Vive ai margini delle foreste di montagna, nei páramos, nelle foreste di Polylepis e nelle foreste secondarie, ma si adatta anche a siepi e terreni agricoli con alberi sparsi, tra 2200 e 4050 m di altitudine.

## Descrizione
Misura tra 20,5 e 23 cm di lunghezza. Il piumaggio è grigio, plumbeo sul dorso, nerastro sulla testa, le ali e la coda e biancastro sulla parte bassa del ventre, la groppa, la regione infracaudale e alcune strisce sulla coda visibili quando l'animale è in volo. Presenta una cresta nucale con grandi piume color granata. Il becco è bianco, con la punta nera. L'iride è rossa.

## Alimentazione
Si nutre principalmente di frutta e talvolta cattura anche insetti in volo.

## Riproduzione
Si riproduce tra febbraio e agosto in Colombia e in ottobre in Ecuador. Costruisce il nido con ramoscelli e licheni a bassa altezza dal suolo. La femmina depone un unico uovo.